# Диас, Эдвин
Эдвин Орландо Диас Лабой (исп. Edwin Orlando Díaz Laboy; 22 марта 1994, Нагуабо) — пуэрто-риканский бейсболист, питчер клуба Главной лиги бейсбола «Нью-Йорк Метс». Двукратный участник Матча всех звёзд лиги. Лучший реливер Американской лиги по итогам сезона 2018 года. Серебряный призёр Мировой бейсбольной классики 2017 года в составе сборной Пуэрто-Рико.

## Биография

### Ранние годы
Эдвин Диас родился и вырос в Нагуабо, где и начал заниматься бейсболом вместе с Карлосом Корреа и Хосе Берриосом. Сначала он играл в аутфилде, но затем отец уговорил его попробовать себя в качестве питчера. В 2012 году в третьем раунде драфта Диаса выбрал клуб «Сиэтл Маринерс».

### Сиэтл Маринерс
В 2012 году Диас начал профессиональную карьеру в фарм-клубе «Маринерс» в Аризонской лиге для новичков. В следующем сезоне Эдвин играл за «Пуласки Маринерс» в Аппалачской лиге. В тринадцати играх в качестве стартового питчера он одержал пять побед при двух поражениях, а его показатель пропускаемости ERA составил 1,43. Перед стартом сезона 2014 года Диас вошёл в пятёрку самых перспективных молодых игроков «Сиэтла» по версии сайта Baseball America.
Чемпионат 2014 года он провёл в составе «Клинтон Ламбер Кингс» и вместе с Джорданом Прайсом разделил приз лучшему стартовому питчеру в фарм-системе «Маринерс». В 2015 году он получил второй приз подряд по результатам выступлений за «Бейкерсфилд Блейз» и «Джексон Дженералс». Начав сезон 2016 в качестве стартового питчера, Диас сыграл в шести матчах, после чего руководство команды перевело его в буллпен.
Четвёртого июня 2016 года «Маринерс» перевели Диаса в основной состав команды. Первого августа он сменил Стива Сишека в роли клоузера команды. На следующий день Диас сделал первый сейв в своей карьере в игре против «Бостон Ред Сокс».
В 2017 году Диас в составе сборной Пуэрто-Рико принял участие в Мировой бейсбольной классике. Он сделал сейвы в матчах второго раунда турнира против команд Доминиканской Республики и США. Также на счету Диаса победа в одиннадцатом иннинге полуфинального матча со сборной Нидерландов.
В первой половине сезона 2018 года Диас провёл на поле 46 иннингов с показателем ERA 2,35 и стал лидером лиги по числу сейвов (35). В июле он получил приглашение на первый в своей карьере Матч всех звёзд. В конце августа он сделал 49-й сейв в сезоне, побив рекорд «Маринерс», установленный Фернандо Родни в 2014 году. На следующий день в игре с «Аризоной» Диас стал самым молодым питчером в истории, сделавшим пятьдесят сейвов за сезон. Чемпионат он завершил с 57-ю сейвами и по его итогам был признан лучшим реливером Американской лиги. Третьего декабря вместе с Робинсоном Кано он был обменян в «Нью-Йорк Метс».

### Нью-Йорк Метс
Сезон 2019 года, первый после перехода, Диас провёл неудачно. Его пропускаемость по итогам регулярного чемпионата выросла до 5,59, он сделал всего 26 сейвов. Бывший игрок ряда клубов лиги и участник Матча всех звёзд Брэд Лидж, комментируя его проблемы, отметил, что Диасу стоило бы сконцентрироваться на точности броска, вместо того, чтобы пытаться каждый раз добиться максимальной скорости. В сокращённом из-за пандемии COVID-19 сезоне 2020 года он провёл на поле всего 25 2/3 иннингов, но снизил показатель ERA до 1,75. В последующее межсезонье Диас тренировался на родине в Пуэрто-Рико, стремясь компенсировать недостаток игровой практики. В регулярном чемпионате 2021 года он принял участие в 63 матчах и реализовал 32 возможности для сейва из 38. Показатель пропускаемости Диаса по итогам сезона составил 3,45.
По ходу сезона 2022 года Диас вновь подтвердил, что является одним из лучших клоузеров в лиге. Он сыграл в 61 матче, проведя на поле 62 иннинга и сделав 118 страйкаутов, его показатель ERA составил 1,31. Летом он второй раз в карьере был приглашён на Матч всех звёзд лиги. После окончания сезона Диас получил статус свободного агента. В начале ноября он договорился о подписании нового контракта с клубом. Сумма сделки составила 102 млн долларов, срок действия соглашения — пять лет. После её оформления Диас стал самым высокооплачиваемым реливером в истории лиги. Условиями контракта предусмотрен полный запрет на обмен в течение первых трёх лет действия, возможность игрока покинуть клуб по истечении трёх лет, а также возможность клуба продлить соглашение на шестой сезон.